# Lijst van oorlogsmonumenten in Zwolle
De Nederlandse gemeente Zwolle heeft 20 oorlogsmonumenten. Hieronder een overzicht.
| Nr.  | Object                                  | Herdachte groep                                                                    | Ontwerper                                                        | Onthulling       | Type            | Locatie                            | Plaats | Coördinaten                  | Foto                                  |
| ---- | --------------------------------------- | ---------------------------------------------------------------------------------- | ---------------------------------------------------------------- | ---------------- | --------------- | ---------------------------------- | ------ | ---------------------------- | ------------------------------------- |
| 864  | Herdenkingsmonument                     | algemeen                                                                           |                                                                  |                  | gedenkbank      | Kerkstraat, 8011                   | Zwolle | 52° 30' 47" NB, 6° 5' 58" OL | Herdenkingsmonument                   |
| 865  | Monument in park 'Eekhout'              | verzet Nederland, overig                                                           |                                                                  | 28 oktober 1947  | overig          |                                    | Zwolle | 52° 30' 46" NB, 6° 5' 30" OL | Monument in park 'Eekhout'            |
| 866  | Monument in park Het Engelse Werk       | burgerslachtoffers, vervolgden Nederland, verzet Nederland                         |                                                                  | 4 oktober 2001   | zuil            | Katerveerdijk, 8019 BL             | Zwolle | 52° 29' 58" NB, 6° 3' 33" OL | Meer afbeeldingen                     |
| 867  | Gedenkborden in de synagoge             | vervolgden Nederland                                                               |                                                                  | 4 mei 1995       | plaquette       | Samuel Hirschstraat 8, 8011 PT     | Zwolle | 52° 30' 40" NB, 6° 5' 46" OL |                                       |
| 868  | Monument in het Carolus Clusius College | algemeen                                                                           |                                                                  | 1 november 1945  | plaquette       | Koningin Julianastraat 66, 8019 AX | Zwolle | 52° 27' 13" NB, 6° 3' 6" OL  |                                       |
| 869  | Plaquette in het NS-station             | burgerslachtoffers                                                                 | Ir. H.G.J. Schelling (ontwerp), H.J. Winkelman (uitvoering)      |                  | plaquette       | Stationsplein 16, 8011 CW          | Zwolle | 52° 30' 21" NB, 6° 5' 26" OL | Plaquette in het NS-station           |
| 870  | Monument in de Koningin Emmaschool      | algemeen                                                                           |                                                                  |                  | plaquette       | Jacob Catsstraat 1, 8023 AE        | Zwolle | 52° 30' 55" NB, 6° 6' 43" OL |                                       |
| 871  | Monument aan de Eikenlaan               | geallieerde militairen                                                             |                                                                  | 11 januari 1995  | gedenksteen     | Eikenlaan, 8024 CA                 | Zwolle | 52° 31' 20" NB, 6° 7' 58" OL | Monument aan de Eikenlaan             |
| 872  | Indië-monument                          | militairen in dienst van het Ned. Kon. na 1945, burgers voormalig Nederlands-Indië | Catharina Ramaekers                                              | 15 augustus 2002 | overig          | Burg. Van Roijensingel, 8011 CS    | Zwolle | 52° 30' 46" NB, 6° 5' 30" OL | Meer afbeeldingen                     |
| 873  | Monument aan de Meppelerstraatweg       | burgerslachtoffers, verzet Nederland                                               | Mastabo                                                          |                  | overig          | Meppelerstraatweg, 8022 AE         | Zwolle | 52° 31' 14" NB, 6° 6' 47" OL | Meer afbeeldingen                     |
| 874  | Oorlogsmonument                         | allen                                                                              | Titus Leeser (1903-1996), ir. Jan Horatius Albarda (1910-1993)   | 5 mei 1950       | beeld/sculptuur | Ter Pelkwijkpark, 8011 SG          | Zwolle | 52° 30' 39" NB, 6° 5' 54" OL | Meer afbeeldingen                     |
| 875  | Monument aan de Pilotenlaan             | geallieerde militairen                                                             |                                                                  | 14 april 1992    | beeld/sculptuur | Pilotenlaan, 8017 GG               | Zwolle | 52° 29' 60" NB, 6° 5' 18" OL | Meer afbeeldingen                     |
| 876  | Monument op de schietbaan Berkum        | burgerslachtoffers, verzet Nederland                                               | H. Mastenbroek, J.H. de Herder, Steenhouwerij G. Beernink en Zn. |                  | zuil            | Haersterveerweg, 8034 PJ           | Zwolle | 52° 32' 2" NB, 6° 7' 40" OL  | Meer afbeeldingen                     |
| 1210 | Plaquette in het KPN gebouw             | burgerslachtoffers, vervolgden Nederland                                           |                                                                  |                  | plaquette       | Parkstraat 1, 8011 CJ              | Zwolle | 52° 30' 29" NB, 6° 5' 18" OL |                                       |
| 1421 | Monument voor Britse Vliegers           | geallieerde militairen                                                             |                                                                  | 21 mei 2004      | plaquette       | Hasselterdijk, 8043 PD             | Zwolle | 52° 32' 19" NB, 6° 4' 26" OL |                                       |
| 2800 | Monument op Kranenburg                  | burgerslachtoffers                                                                 | Willem van Kuilenburg                                            |                  | beeld/sculptuur | Kranenburgweg 5a, 8024 AC          | Zwolle | 52° 30' 42" NB, 6° 5' 42" OL |                                       |
| 3206 | Monument aan de gevel van de synagoge   | vervolgden Nederland                                                               |                                                                  | 6 augustus 1949  | gedenksteen     | Samuel Hirschstraat 8, 8011 PT     | Zwolle | 52° 30' 40" NB, 6° 5' 46" OL | Monument aan de gevel van de synagoge |
| 3207 | Plaquette in de P.C. Hooftstraat        | verzet Nederland                                                                   |                                                                  |                  | plaquette       | P.C. Hooftstraat 18, 8023 AK       | Zwolle | 52° 30' 58" NB, 6° 6' 48" OL | Plaquette in de P.C. Hooftstraat      |
|      | Stolpersteine                           | vervolgden Nederland                                                               | Gunter Demnig                                                    |                  | reliëf          |                                    | Zwolle |                              | Meer afbeeldingen                     |
|      | PEC Zwolle oorlogsmonument              | burgerlachtoffers, vervolgden Nederland                                            | Wilma Poot                                                       | 1 oktober 2021   | plaquette       | Stadionplein 1                     | Zwolle | 52° 31' 2" NB, 6° 7' 11" OL  |                                       |
|      | Monument Haersterveerweg                | burgerlachtoffers                                                                  |                                                                  | 4 mei 2023       | plaquette       | Haersterveerweg                    | Zwolle |                              |                                       |
|      | Monument op begraafplaats Bergklooster  | burgerlachtoffers                                                                  |                                                                  | mei 2023         | plaquette       | Bergkloosterweg 92, 8034 PS        | Zwolle |                              |                                       |

Almelo ·
Borne ·
Dalfsen ·
Deventer ·
Dinkelland ·
Enschede ·
Haaksbergen ·
Hardenberg ·
Hellendoorn ·
Hengelo ·
Hof van Twente ·
Kampen ·
Losser ·
Oldenzaal ·
Olst-Wijhe ·
Ommen ·
Raalte ·
Rijssen-Holten ·
Staphorst ·
Steenwijkerland ·
Tubbergen ·
Twenterand ·
Wierden ·
Zwartewaterland ·
Zwolle